# ميخائيل كيمبتير
ميخائيل كيمبتير هو لاعب كرة قدم سويسري في مركز الدفاع، ولد في 12 يناير 1995 في شليغن في سويسرا. لعب مع نادي زيورخ.

## وصلات خارجية
- ميخائيل كيمبتير على موقع قاعدة بيانات كرة القدم.إي يو (الإنجليزية)
- ميخائيل كيمبتير على موقع ناشيونال فوتبول تيمز (الإنجليزية)
- ميخائيل كيمبتير على موقع Soccerbase.com (لاعب) (الإنجليزية)
- ميخائيل كيمبتير على موقع Soccerway.com (الإنجليزية)
- ميخائيل كيمبتير على موقع عالم كرة القدم.نت (الإنجليزية)
- ميخائيل كيمبتير على موقع AS.com (الإسبانية)